# Kaschauer Zeitung
Die Kaschauer Zeitung war eine deutschsprachige Zeitung, die von 1838 bis 1914 in Košice (dt. Kaschau) im Kaisertum Österreich und in Österreich-Ungarn erschienen ist. Bis 1872 unter dem Titel Kaschau-Eperieser Kundschaftsblatt herausgegeben, war sie die erste langlebige deutschsprachige Zeitung in Košice. Die Redaktion nahm grundsätzlich eine regierungsfreundliche, national-ungarische und von der Parteipolitik distanzierte Position ein. Bis 1867 war das Blatt zweisprachig, als der Herausgeber Carl Werfer sich entschied ein ungarischsprachiges Wochenblatt zu drucken. In den 1860er Jahren verlor die Kaschauer Zeitung Teile ihrer deutschen Leserschaft, als unter der Redaktionsleitung von Lászlo Klestinszky die pro-ungarische Ausrichtung verstärkt wurde. Die Redaktion reagierte mit einer Schwerpunktsetzung auf kulturelle Beiträge und veröffentlichte vor allem Theaterkritiken in deutscher und ungarischer Sprache. Ende des 19. Jahrhunderts öffnete sich die Zeitung schließlich den Debatten um die Sprachenfrage im Königreich Ungarn zur politischen und gesellschaftlichen Bedeutung des Deutschen, Ungarischen und Slowakischen. Infolge der fortschreitenden Assimilierung der deutschen Bevölkerung schwanden Anfang des 20. Jahrhunderts die Abonnentenzahlen. 1914 wurde die Kaschauer Zeitung schließlich mit der ungarischsprachigen Kassai Ujság vereinigt.